# Schwartziella yoguii
Schwartziella yoguii is een slakkensoort uit de familie van de Rissoidae. De wetenschappelijke naam van de soort is voor het eerst geldig gepubliceerd in 2010 door Rolán & Fernández-Garcés.